# Al Jazeera Türk
Al Jazeera Türk war ein türkischer Nachrichtenkanal und Tochtersender von Al Jazeera. Er startete am 22. Januar 2014 als reine Netzpublikation in türkischer Sprache, begleitet von mobilen Apps zur Nutzung auf Smartphones oder Tablet-Computern sowie einem digitalen Magazin. Der folgende Start eines Fernsehkanals war nach Medienberichten innerhalb eines Jahres geplant, wurde aber nicht realisiert. Der in Istanbul sitzende Sender wurde im Zuge der Personaloptimierungen des Muttersenders zum 3. Mai 2017 eingestellt. Zu seinem geplanten Verbreitungsgebiet gehörten neben der Türkei auch der Balkan und Zentralasien.
Chefredakteur war der ehemalige Nachrichtenchef von CNN Türk, Gürkan Zengin.